# Xilooligosacáridos

Estructura general de xilooligosacáridos (XOS). Cada unidad de xilosa está unida a otra mediante enlaces β-1,4- glicosídicos.

Los xilooligosacáridos (XOS) son oligosacáridos derivados de xilano, con creciente interés por sus efectos prebióticos. Diferentes XOS, principalmente aquellos de bajo grado de polimerización, estimulan el crecimiento de varias cepas probióticas de Lactobacillus y Bifidobacterium. Estas bacterias probióticas son capaces de fermentar XOS produciendo ácidos grasos de cadena corta. Entre los XOS preferidos por la mayoría de los probióticos están la xiliobiosa (X2) y xilotriosa (X3). Además, ciertos xilooligosacáridos substituidos por arabinosas, denominados arabinoxilooligosacáridos (AXOS) pueden ser utilizados por algunas especies de Bifidobacterium.
Los XOS pueden ser producidos tanto por métodos químicos como enzimáticos. Los métodos químicos se basan principalmente en hidrólisis ácida del xilano, pero tienen la desventaja de producir cantidades significativas de monosacáridos como xilosa, que no es probiótico. Los métodos enzimáticos son más atractivos por su especificidad y baja producción de xilosa. Se utilizan endoxilanasas, enzimas que hidrolizan enlaces glicosídicos en medio del esqueleto de xilano dando lugar a la formación de fragmentos de XOS de diferente grado de polimerización.
La fuente más atractiva para la producción de XOS es la biomasa lignocelulósica residual resultante de la agricultura industrial. Este material es rico en xilano, el principal componente de la hemicelulosa. Además, la conversión de este material de desecho en XOS con efectos prebióticos, contribuye a la valorización de residuos agroindustriales y por tanto a la economía circular. Algunos ejemplos son la producción de XOS a partir de bagazo de caña de azúcar, salvado de centeno, salvado de trigo, paja de trigo, mazorcas de maíz, tallos de quinua, tallos de tabaco y otros subproductos agrícolas.
Los XOS son moléculas estables, pueden resistir la acidez de los jugos gástricos y al ser ingeridos oralmente llegan hasta el intestino sin sufrir cambios considerables en su estructura molecular. En el intestino es donde ejercen sus efectos prebióticos estimulando el crecimiento de bacterias beneficiosas para la salud humana. Otra ventaja es que los XOS son substancias que no tienen sabor, ni olor y su aspecto es en general blanquecino, lo cual permite que puedan ser utilizados como ingredientes funcionales en la elaboración de productos alimenticios sin afectar las propiedades organolépticas.